# Cyrus Young
Cyrus J. Young, Jr. (Modesto, 23 juli 1928 - aldaar, 6 december 2017) was een Amerikaanse atleet, die was gespecialiseerd in het speerwerpen. In de jaren vijftig was hij zeer succesvol in deze discipline. Hij werd olympisch kampioen en Amerikaans kampioen speerwerpen.

## Biografie
Tijdens zijn 'junior college' periode deed Young al aan speerwerpen, maar hij begon zich serieus op deze atletiekdiscipline toe te leggen toen hij begon te studeren aan de Universiteit van Californië - Los Angeles in 1948. In 1950 won hij een zilveren medaille op de universiteitskampioenschappen (NCAA) en in 1952 verbeterde hij het Amerikaanse record tot 78,12 m.
Op de Olympische Spelen van 1952 in Helsinki won Cyrus Young het onderdeel speerwerpen. Met een olympisch record van 73,78 versloeg hij zijn landgenoot Bill Miller (zilver; 72,46) en de Fin Toivo Hyytiäinen (brons; 71,89). Hij was de eerste Amerikaan die deze discipline won tijdens Olympische Spelen, nadat Finse speerwerpers vele jaren dit onderdeel hadden gedomineerd. Voor de Olympische Spelen van 1956 in Melbourne behoorde hij tot de grote favorieten. Hij plaatste zich in de finale met 74,76, maar moest vanwege een verdraaide enkel, die hij daags voor de wedstrijd opliep, in de finale genoegen nemen met een elfde plaats.
In zijn actieve tijd was Young aangesloten bij de Olympic Club en de Los Angeles Athletic Club. In 1988 werd hij opgenomen in de Hall of Fame van de UCLA en in 2008 in de Hall of Fame van de Olympic Club Hall.
Hij overleed na dementie op 89-jarige leeftijd.

## Titels
- Olympisch kampioen speerwerpen - 1952
- Amerikaans kampioen speerwerpen - 1956

## Persoonlijk record
| Onderdeel   | Prestatie | Jaar |
| ----------- | --------- | ---- |
| speerwerpen | 79,16 m   | 1956 |

## Palmares

### speerwerpen
- 1952:  OS - 73,78 (OR)
- 1956: 11e OS - 68,64 m